# 鄧恩 (密蘇里州)
鄧恩（英語：Dunn），又名因波（Impo），是位於美國密蘇里州德克薩斯縣的非建制地區。

## 歷史
鄧恩的郵局（名為因波）於1919年設立，其後於1955年停運。

## 地理
鄧恩所處的海拔為高於海平面458米（即1503英呎），而該地所採用的時區為UTC-6，即北美中部時區（CST）。同時該地設有夏令時間，為UTC-6調快一小時，即UTC-5（CDT）。